# Louis-Ernest Barrias

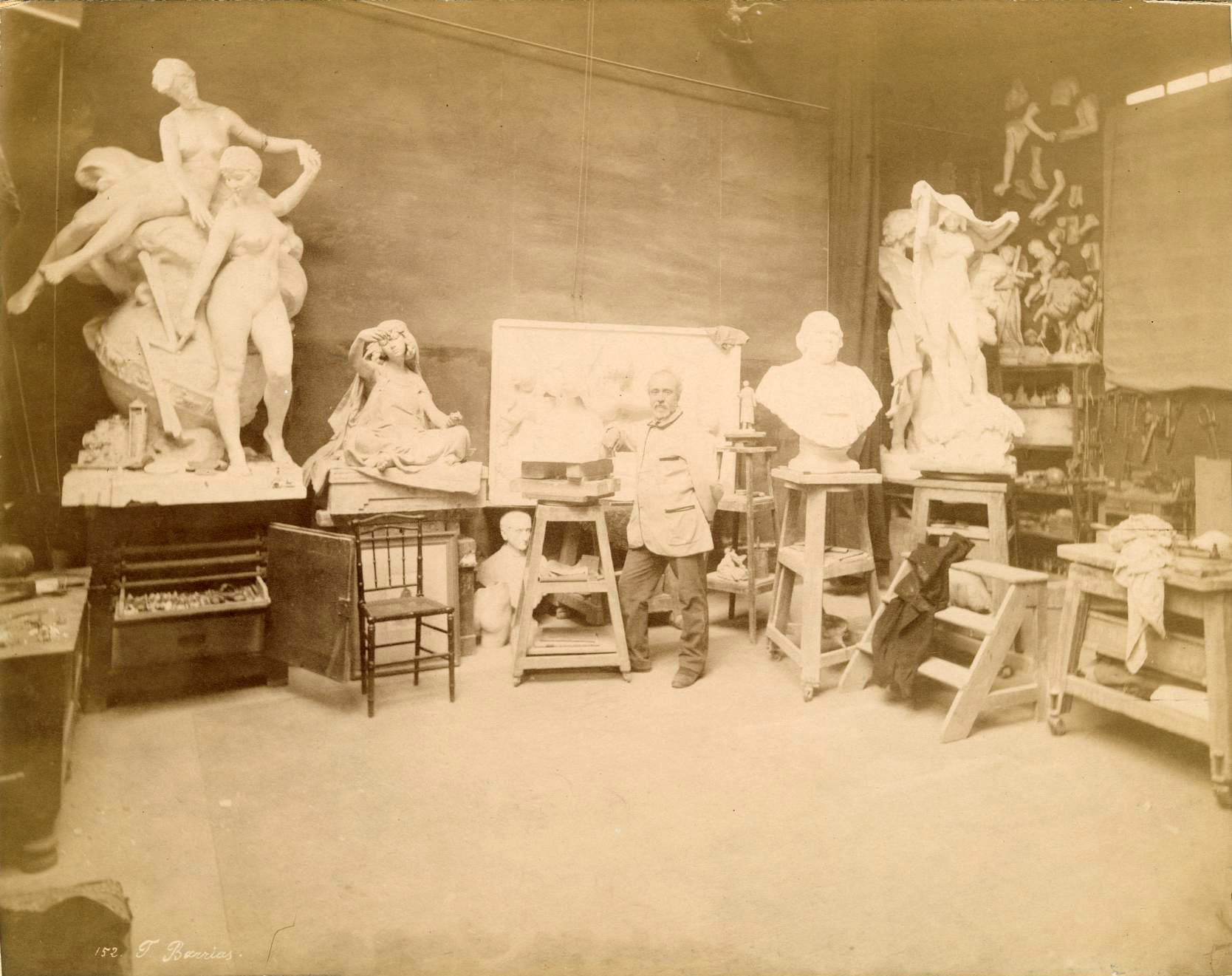
Louis-Ernest Barrias en su estudio de París.

Louis-Ernest Barrias (París, 13 de abril de 1841 - Ibídem, 4 de febrero de 1905), fue un escultor francés que trabajó en la segunda mitad del siglo XIX dentro del estilo Neoclásico.

## Biografía
Pertenece Lois-Ernest a una familia de artistas, su padre era pintor de porcelanas y su hermano mayor, Félix-Joseph Barrias, fue un pintor academicista reconocido. 
El joven Louis-Ernest se orienta hacia los estudios artísticos. Inicialmente dedicado a la pintura en el estudio de Leon Cogniet, deja de lado la pintura para dedicarse a la escultura con Pierre-Jules Cavelier como profesor. 
Se matricula en la École des Beaux-Arts de París en 1858 donde su maestro fue François Jouffroy. 
A los 23 años obtiene el Prix de Rome. 
Participa en la decoración de la Opéra de París y para el Hôtel de la Paiva en los Campos Elíseos. 
Produjo numerosas obras escultóricas, la mayoría en mármol, dentro de un estilo puro academicismo neoclásico bajo la influencia de Jean-Baptiste Carpeaux. 
En 1881, es recompensado con una medalla de Honor de las Bellas Artes y hecho caballero de la Legión de honor en 1878, oficial en 1881, comandante en 1900, el artista reemplaza a Dumont en el Instituto en 1884 tras suceder a Cavelier como profesor en la École des Beaux-Arts. 
Entre 1900-03 trabajó en el Consejo para los Museos Nationales. 
Entre sus alumnos se encuentran Josep Clará, Charles Despiau, y Victor Segoffin. 
La mayor parte de su obra puede verse en París, como estatuaria pública, en el Museo de Orsay o en el cementerio del Père-Lachaise.

## Sus obras principales
- estatua en mármol de Virgilio, (1865) en la escalera del Hôtel de la Païva sobre los Champs-Élysées.
- Le Serment de Spartacus, gran mármol a partir de un modelo en escayola realizado en la Villa Médicis en 1869, instalado en 1875 en el Jardín de las Tullerías, junto al gran estanque redondo.
- Les Premières funérailles, mármol 159 x 99 x 74 cm, Museo Nacional de Bellas Artes, Buenos Aires, Argentina.
- "Les Premières funérailles" bronce (1878), este grupo que representa a Adam y Eva acarreando el cuerpo de Abel recibió la medalla de honor de las Bellas Artes, museo de Bellas-Artes de Niza.[1]
- Tumba de Thomas Couture en el cementerio del Père-Lachaise (1879)
- Tumba de Anatole de la Forge en el cementerio del Père-Lachaise (1893)
- La Défense de París, bronce patriótico erigido en 1883 en la rotonda de Courbevoie. Esta estatua, que reemplaza una de Napoléon I destruida en 1848 por los revolucionarios, es el origen del nombre del barrio de La Défense.
- Juana de Arco, mármol dorado, en el monunento sobre la explanada de la Basílica de Nuestra Señora de Bonsecours, junto a Rouen, inaugurado en 1894.
- La Nature se dévoilant à la Science, mármol, ónyx, granito, malaquita, lapislázuli, 1899, Musée d'Orsay. Copia en mármol, mayor que el natural, en la Université Paris Descartes, 6éme arrondissement.
- Mozart de niño, 1887, Musée d'Orsay, París.
- Joven niña de la Megara (Jeune fille de Mégare), mármol, 1870, Musée d'Orsay, París.
- La defensa de San Quintín (del francés: Monument de la défense de Saint-Quentin) , mármol conservado en el Palais des Beaux-Arts de Lille
- Bernard Palissy, estatua en bronce que adorna la entrada principal del Museo Nacional de Cerámica de Sevres. Presentada en el Salón de 1883.[2]

Otro modelo en bronce de la escultura de Palissy está instalado en la Square Félix-Desruelles del VI Distrito de París
- "Virgilio" , mármol, Hôtel de la Païva (fr). 48°52′9″N 2°18′27″E / 48.86917, 2.30750 Ubicado en la avenida de los Campos Elíseos de París, adorna una de las tres hornacinas, en la escalera principal forrada de ónice de Argelia, acompañado por el Dante de Jean-Paul Aubé y el Petrarca de Louis-Léon Cugnot.[3]

## Galería de imágenes

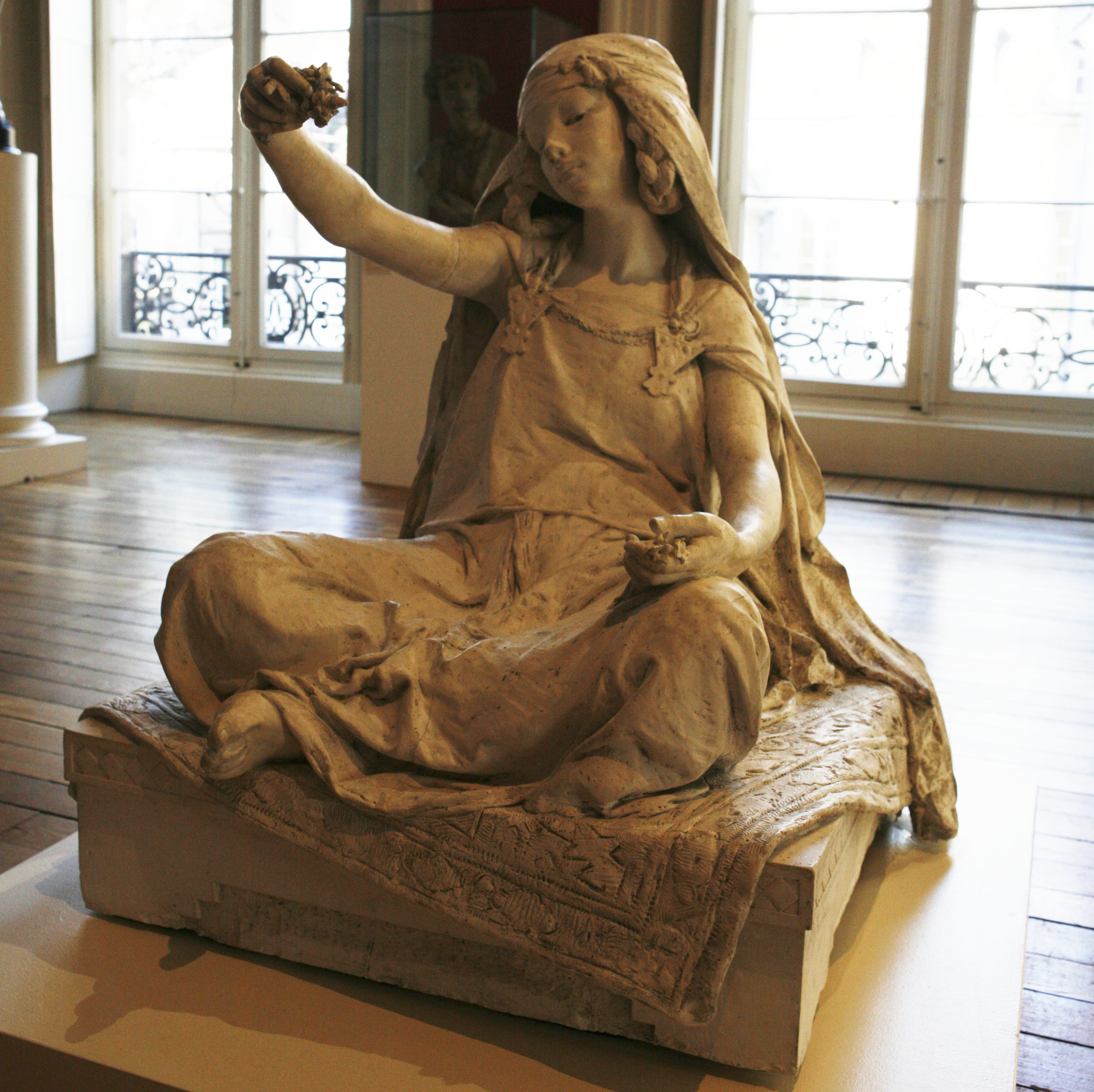
Bou-Saada
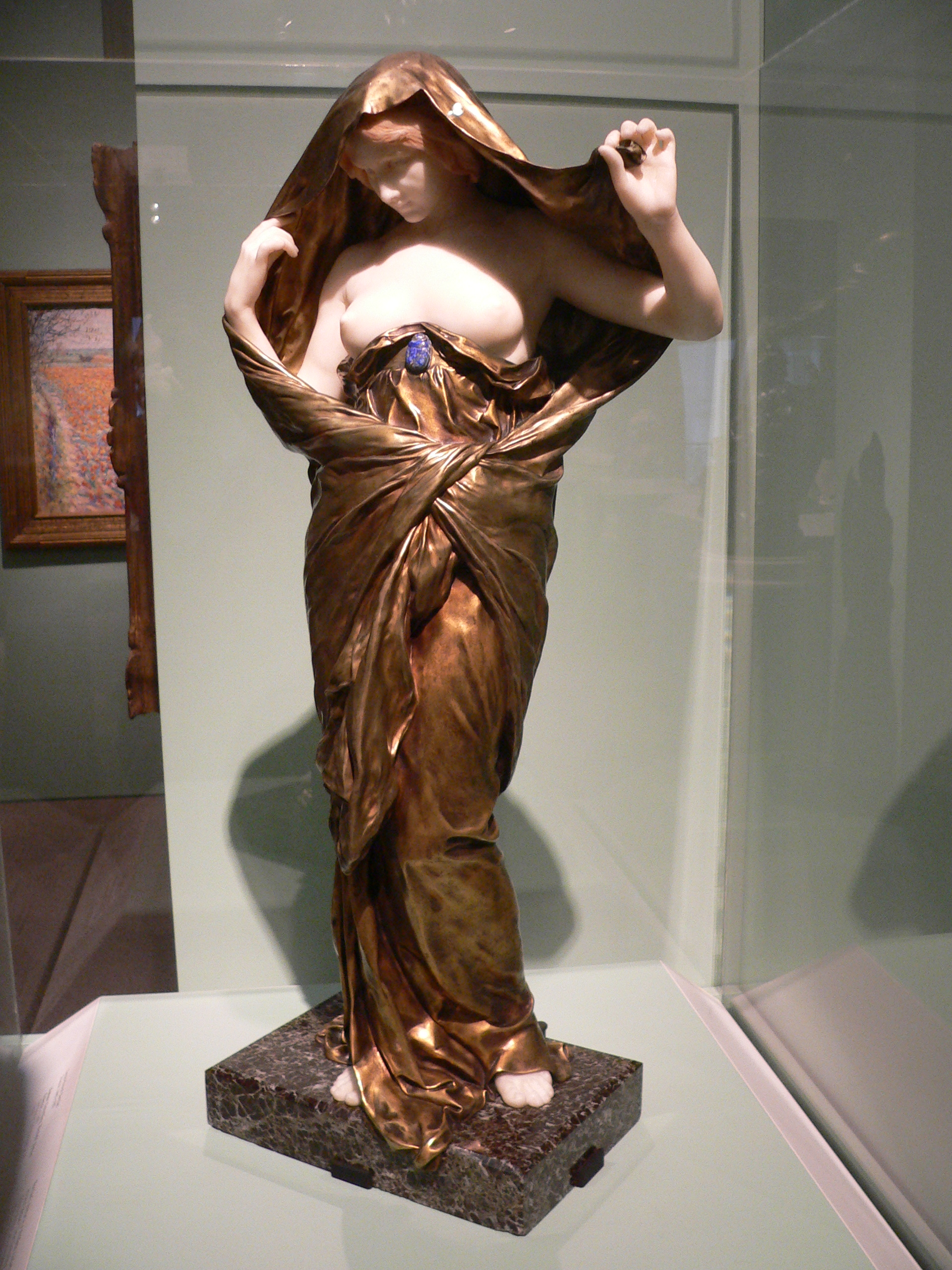
La Nature se dévoilant à la Science
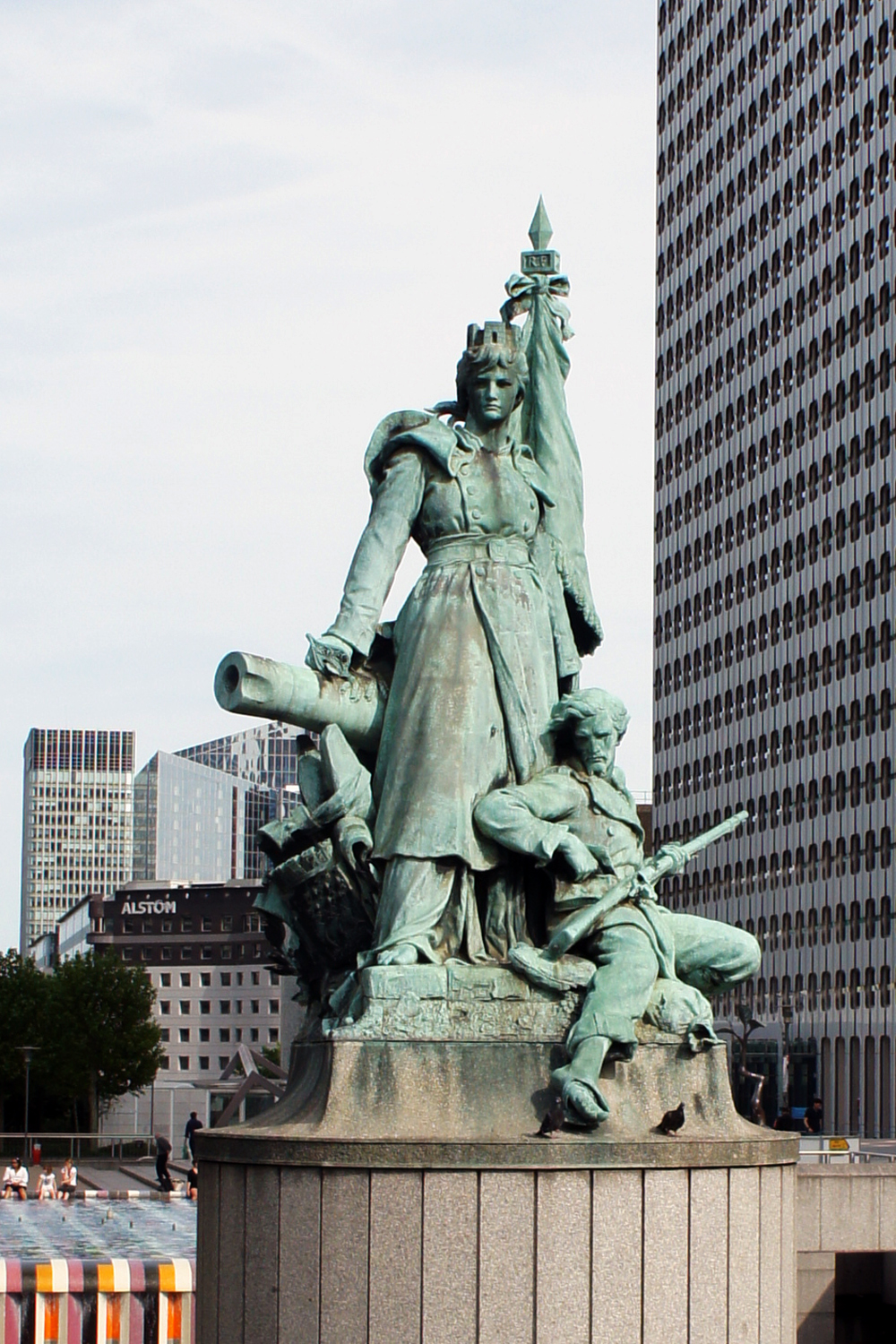
La Défense de París
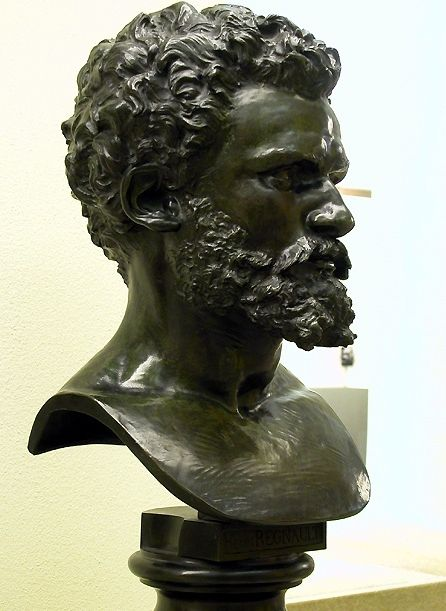
Retrato en busto del pintor Henri Regnault, 1871 (Musée d'Orsay, París)
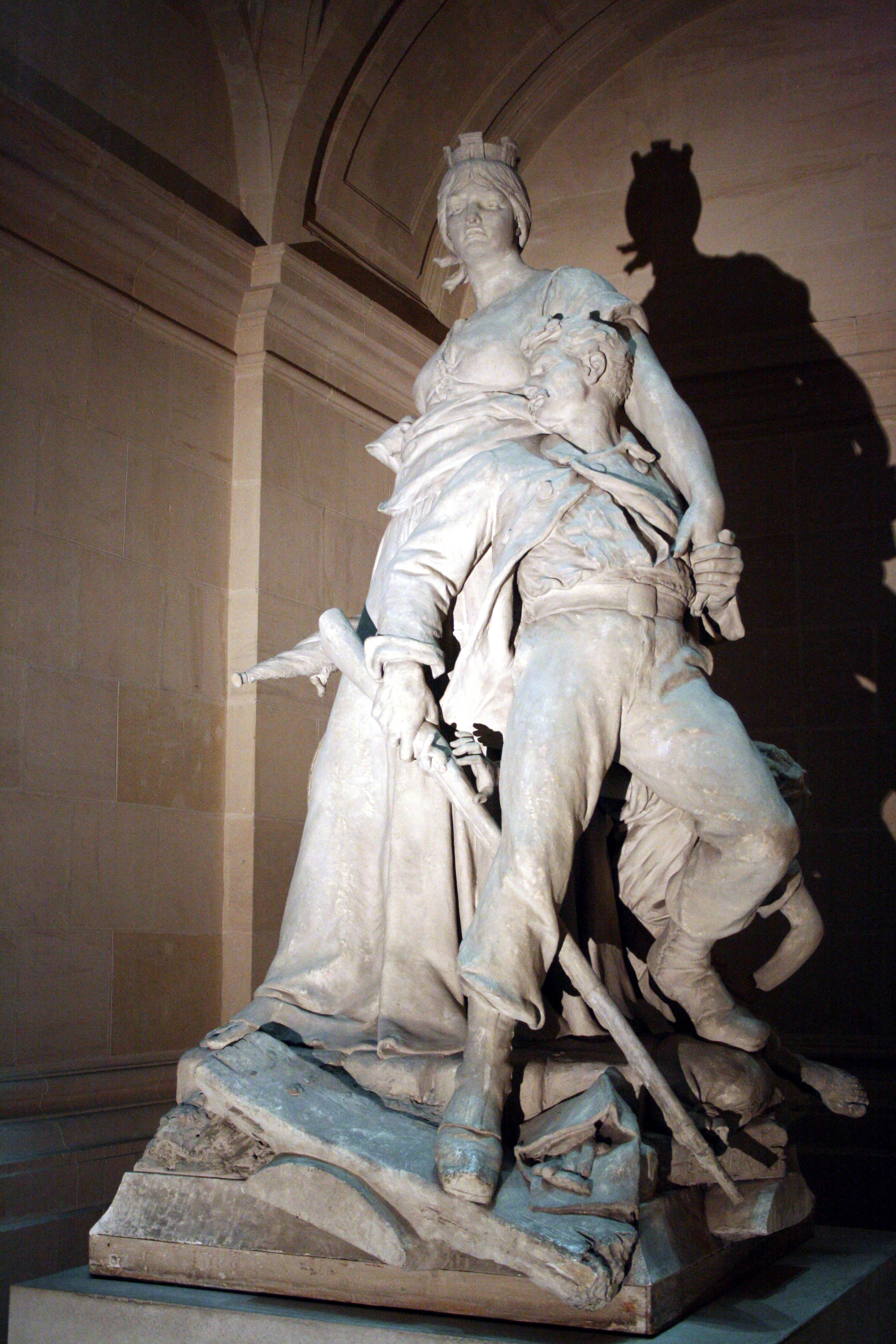
Monumento de la Defensa de San Quintin
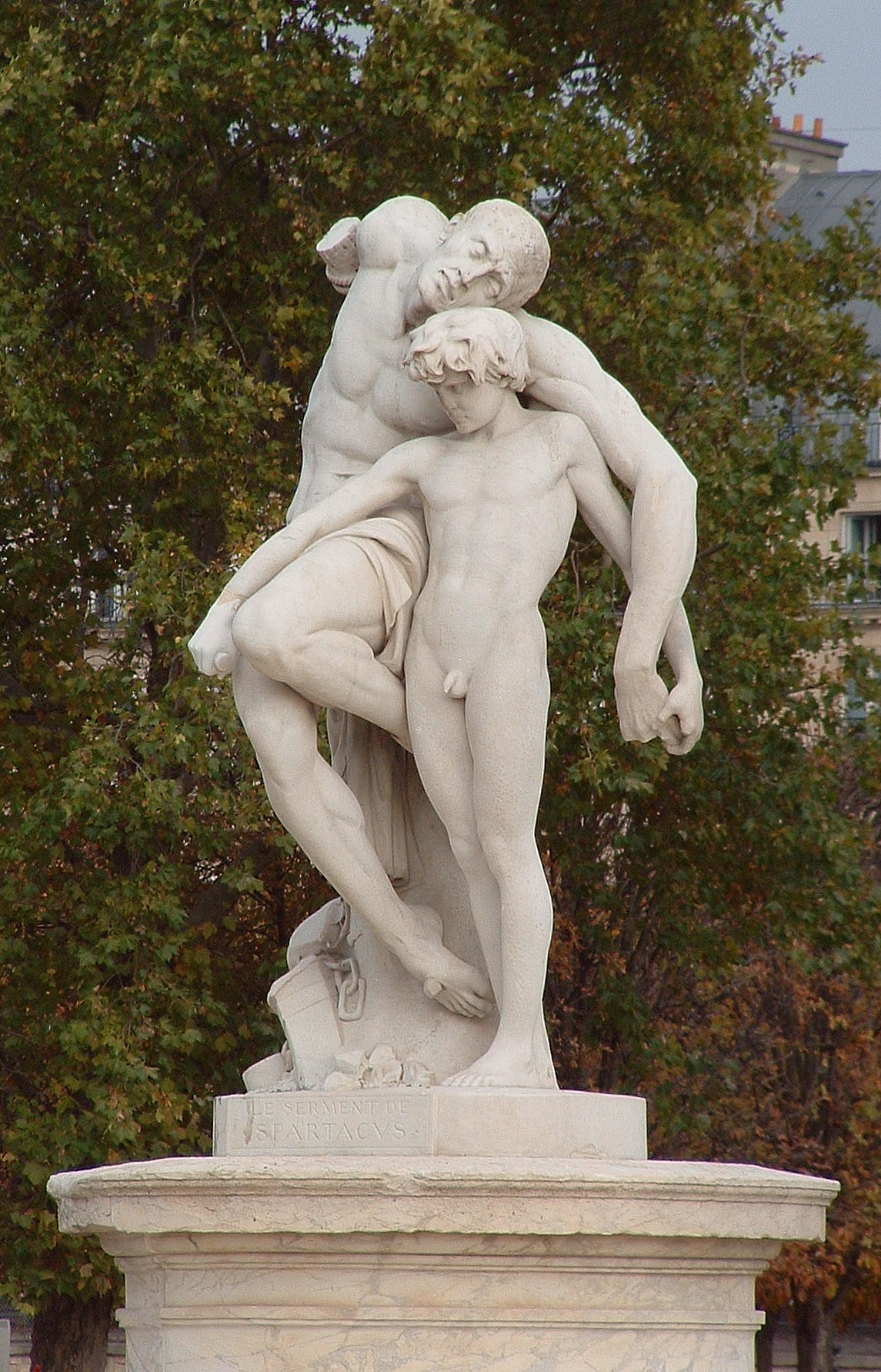
Le Serment de Spartacus, Jardín de las Tullerias, París
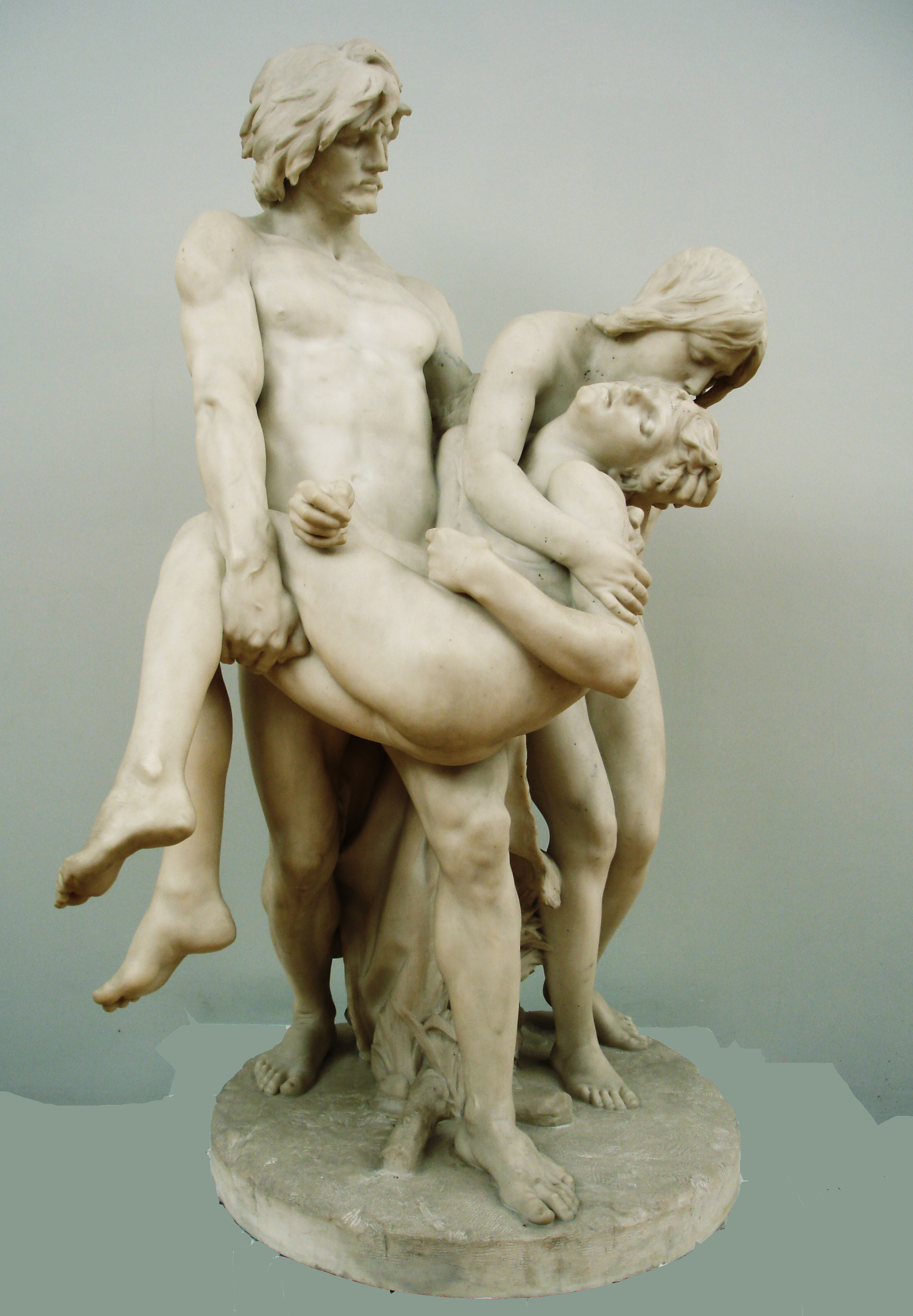
Les premières funérailles